# Западноамериканские тритоны
Западноамериканские тритоны (лат. Taricha) — род амфибий из семейства настоящие саламандры отряда хвостатых земноводных.

## Описание
Длина амфибий до 22 см. Кожа зернистая, на спине от светло-коричневого до коричнево-чёрного цвета, брюхо обычно яркое (жёлтое или оранжевое). Некоторые особи на боковых поверхностях имеют тёмные пятна.

## Виды
- Taricha granulosa — Желтобрюхий тритон
- Taricha rivularis — Краснобрюхий тритон
- Taricha sierrae
- Taricha torosa — Калифорнийский тритон

## Ареал
Охватывает западное побережье США от Калифорнии до юга Аляски.

## Токсичность
Все представители рода обладают крайней токсичностью — кожа животных способна выделять тарихотоксин, идентичный тетродотоксину. Особо ядовиты икринки калифорнийского тритона, где содержание яда может достигать 25 мкг/г (из 100 кг яиц удалось получить 200 мг токсина с активность 300 м.е./кг. Однако токсичность тритонов сугубо пассивная — средств для повреждения кожных покровов противников они не имеют.